# Националистическая партия (Мальта)
Националистическая партия Мальты (англ. Nationalist Party, мальт. Partit Nazzjonalista) — одна из двух основных политических партий Мальты (наряду с Лейбористской), придерживающаяся христианско-демократической ориентации.

## История
Партия была основана в 1880 Фортунато Мицци как Антиреформистская партия и выступала против англизации образовательной и юридической систем Мальты. Базу поддержки партии составляли придерживавшиеся либеральных взглядов выходцы из Италии, что привело к плохим отношениям с церковью. В последующие годы партия сперва раскололась на абстенционистов, выступавших за отказ от сотрудничества с колониальными властями и их противников. После Первой мировой войны партия разделилась на умеренный Мальтийский политический союз и более радикальную итальянско-националистическую Демократическую националистическую партию. МПС, до 1924 при поддержке лейбористов, формировал правительство в 1921—1927 под руководством Джозефа Ховарда, Франческо Бухаджира и Уго Паскуале Мифсуда. В 1926 партии вновь объединились, образовав про-итальянскую Националистическую партию, которая в 1932 одержала победу на выборах, получив 21 из 32 мест, и сформироровала правительство под руководством Мифсуда, однако в следующем году Великобритания приостановила мальтийскую автономию из-за близости НП к фашистской Италии. В период Второй мировой войны ряд руководителей партии, включая будущего премьера Энрико Мицци, был депортирован в Уганду из-за проитальянских настроений. В 1950—1955 партия формировала правительство Мальты при поддержке Мальтийской рабочей партии, отколовшейся от лейбористов.
В 1962 после восстановления автономии Националистическая партия под руководством Джорджа Бордж Оливье смогла прийти к власти из-за расколов и кризисов в Лейбористской партии и оставалась у власти до 1971. В этот период в 1964 была провозглашена независимость Мальты. В 1981 националисты под руководством Эдди Фенека Адами получила большинство голосов, но не большинство мест в парламенте, и в итоге депутаты от партии отказались участвовать в заседаниях. В 1987 националисты вновь пришли к власти и формировали правительство до 1996 года. Вернулась к власти в 1998 году. В 1990 Мальта начала переговоры о вступлении в ЕС, и после успешного референдума вступила туда в 2004.
Националистическая партия входит в Европейскую народную партию и по итогам выборов как 2004, так и 2009 годов имела два места в Европейском парламенте, оба раза проиграв выборы.
В 2008 была открыта новая штаб-квартира партии.
По итогам выборов 2013 года получила 30 из 69 депутатов в парламенте и ушла в оппозицию.

## Список лидеров партии
- 1880—1905 Фортунато Мицци
- 1926—1942 Уго Паскуале Мифсуд и Энрико Мицци
- 1942—1944 Джордж Бордж Оливье (исполняющий обязанности)
- 1944—1950 Энрико Мицци
- 1950—1977 Джордж Бордж Оливье
- 1977—2004 Эдвард Фенек Адами
- 2004—2013 Лоренс Гонци
- С 2013 Симон Бусуттил[англ.]